# Бовио, Эльмо
Эльмо Бо́вио (исп. Elmo Bóvio; 14 июля 1925, Буэнос-Айрес — 26 августа 2017, Буэнос-Айрес) — аргентинский футболист, нападающий.

## Карьера
Эльмо Бовио родился в Буэнос-Айресе, при этом некоторые источники утвержданит, что его место рождения Хунин. По собственным словам футболиста, его мать была родом оттуда, но уже в 18 лет переехала в столицу страны. Там же жили почти все её родственники. Отец Эльмо, Сельсо Анджело, был родом из итальянского города Праско. Он мигрировал в Аргентину в 18 лет, став работать строителем и позже познакомившись с его матерью.
Бовио начал карьеру в клубе «Атлетико Сармьенто». Оттуда он перешёл в уругвайский клуб «Пеньяроль». В первый же год в команде он выиграл титул чемпиона Уругвая, а через год повторил это достижение. В 1946 году Бовио, вместе с уругвайцами Бибиано Сапирайном, Томасо Вольпи и соотечественником Альберто Сериони перешёл в «миланский Интер». Он дебютировал в составе команды 27 октября в матче с «Лацио» (3:0), а в следующей игре, 3 ноября против «Торино», забил первый мяч за клуб. Всего за «Интер» Эльмо провёл 10 матчей и забил 5 голов. Аргентинец выделялся на полях в Италии тем, что из-за прохладного климата всегда в матчах носил шляпу. Также он много курил, и даже делал это на поле, а также иногда не выходил на второй тайм, если ему было слишком холодно.
В 1947 году Бовио уехал в Бразилию, в клуб «Палмейрас». 8 июня он дебютировал в составе команды в товарищеском матче с «Жаботикабалом» (5:1), в котором забил один из голов. Форвард выступал за клуб до 1949 года, проведя 73 матча (44 победы, 13 ничьих и 16 поражений) и забив 55 голов. Но был уволен из клуба из-за недисциплинированного поведения. В следующем сезона Бовио присоединился к «Сан-Паулу», за который провёл 26 матчей (16 побед, 8 ничьих и 2 поражения) и забил 22 мяча, из которых 9 в чемпионате штата Сан-Паулу. Несмотря на эти успехи, как и в предыдущей команде Эльмо уволили за нарушение дисциплины. После он, по некоторым данным, играл за клуб «Бангу», но поматчевая статистика клуба это опровергает. А последней командой Бовио стала колумбийская «Америка» (Кали). После завершения игровой карьеры, Эльмо работал тренером, в частности тренировал «Атлетико Сармьенто».

## Достижения
- Чемпион Уругвая: 1944, 1945

## Нефутбольная жизнь
Эльмо Бовия был женат на бразильянке, с которой имел троих детей. Он всю жизнь был убеждённым сторонником перонизма.